# Деструкція склоподібного тіла
Деструкція склистого тіла, плавке помутніння (англ. floaters) або літальні мушки (лат. muscae volitantes) — помутніння різного роду, що виникають на рогівці ока, внаслідок деструкції склоподібного тіла. Найкраще їх видно на однаково освітленому білому фоні. Причиною виникнення є помутнінням волокон склоподібного тіла ока, що відкидають тіні на сітківку. Людина спостерігає у вигляді ниток, «мотків вовни», точкових, зернистих, порошкоподібних, вузликових або голчастих включень. Ця хвороба найчастіше з'являється в людей середнього та похилого віку, що пов'язано з іншими хворобами, такими як: міопія, неврастенія, відхилення від норми метаболізму, заднього відшарування склоподібного тіла, хворобами, що спричиняють дистрофічні захворювання очей. Також відшарування сітківки частіше виникає у хворих з короткозорістю, травмою ока або видаленням катаракти в анамнезі.

## Лікування
Незважаючи на те, що існують хірургічні операції для виправлення важких випадків плавкого помутніння, немає ліків (включаючи очні краплі), які могли б виправити це погіршення склоподібного тіла. Попливи часто спричинені нормальним процесом старіння, і зазвичай вони стають менш набридливими, коли людина навчиться їх ігнорувати. Погляд вгору/вниз і вліво/вправо призведе до того, що літальні елементи залишать поле прямого зору, оскільки склоподібне тіло обертається навколо внаслідок раптового руху.

## Діагностика
Плавке помутніння часто легко спостерігається офтальмологом або оптометристом за допомогою офтальмоскопа або щілинної лампи. Однак, якщо помутніння знаходиться поблизу сітківки, він може бути невидимим для спостерігача, навіть якщо він здається пацієнту великим.
Збільшення фонового освітлення або використання отвору для ефективного зменшення діаметра зіниці може дозволити людині отримати кращий огляд своїх власних літальних предметів. Голова може бути нахилена таким чином, щоб один із поплавців рухався до центральної осі ока. На різкому зображенні волокнисті елементи помітніші.

## Епідеміологія
Деструкція склоподібного тіла, як правило, вражає пацієнтів старше 50 років, і поширеність зростає до 80 років. Особи з короткозорістю мають підвищений ризик утворення літальних елементів у склоподібному тілі. Крім того, очі із запальним захворюванням після прямої травми глобуса або нещодавно перенесеної операції на очах мають підвищений шанс розвитку плаваючого скловидного тіла. Чоловіки та жінки страждають однаково.

## Джерело
- Зір: деструкція склоподібного тіла [Архівовано 15 березня 2015 у Wayback Machine.]

| захворювання | Це незавершена стаття про хворобу, синдром або розлад. Ви можете допомогти проєкту, виправивши або дописавши її. |